# 大山ねずの命神示教会
大山ねずの命神示教会（おおやまねずのみことしんじきょうかい）は単立宗教であり、日本の法人格もある。信仰対象は大山ねずの命（おおやまねずのみこと）。「ねず」は教会独自の字で、「祇」のつくりの横画がないような字であるが、Unicodeで規定されていないため、当記事ではこれ以降ひらがなで表記する。

## 概要
大山ねずの命神示教会は、供丸斎（ともまるさい、、本名：稲飯 定雄、1905年 - 1988年）が1953年9月23日に設立した新宗教である。教会によれば、「神、仏、人の道」が教義である。
奉祭神は大山ねずの命であり、また、代表役員であった供丸姫（ともまるひめ、本名：森 日出子、1946年 - 2002年）がその化身であると教義で定められている。
2015年10月に法人番号が指定された。

## 日本での法人格
稲飯定雄が1952年（昭和27年）に宗教法人の認可を受け、翌1953年（昭和28年）9月23日、横浜市西区戸部町に大山ねずの命神示教会を設立。その際、稲飯は「供丸斎」と改名し称号と合わせて「使者供丸斎」を名乗る。またこの時、稲飯は使者供丸斎として「神示人相鑑定官」という肩書を持つ。
有力な信者を支部長にし、横浜を中心に多くの支部を開所した。

## 沿革
1946年11月15日、横浜市南区宮元町に森日出子が生まれる。森家に生まれた日出子は、後の教会長である兄、後に供丸光と名乗る弟とともに成長したが、中学生のころから病気がちとなる。やがて原因不明の病により、20歳のときに医師から余命がわずかであると宣告される。そのおりに大山ねずの命の存在を知り、家族ぐるみで信者となる。1967年2月4日、快復したお礼のため戸部総本部を訪れた日出子に、供丸斎は神の運命であると告げる。
同年の7月から啓示を受けられるようになった日出子は、2年後に宮元支部の支部長として頭角を現していく。
横浜市内の有力な支部の支部長が女性信者への暴行容疑で逮捕され、供丸斎も警察の聴取を受けることとなり、信者に動揺が広がった。この事件を利用し、供丸嬢（供丸斎の妻）や教会幹事長による供丸斎の排除も計画された。
日出子の弟の依頼を受けた弁護士沼野輝彦により事件は不起訴処分となった。供丸斎の排除を計画した教会幹事長は教会を去り、供丸嬢は教会運営から遠ざけられた。
1975年に日出子は「副使者供丸姫」の肩書を名乗り、その3年後には教会監査役として教会運営の中心になっていった。
供丸姫は1985年に「使者」、翌年に直使（ちょくし）となった。
供丸斎と供丸姫は支部制度を廃して教会を一元化。信者数は約10年の間に5万人からその10倍以上に発展した。1987年には本部を西区戸部町から供丸姫の生家のある南区宮元町に移し、神総本部（しんそうほんぶ）と称する。付近には次々と施設を建設した。
1988年に供丸斎が死去。自身が目指した教会像が実現したことに満足していたという。それから14年後の2002年9月に供丸姫が死去。

## 教義
大山ねずの命神示教会は供丸斎の時代から説き続けられている「神、仏、人の道」を教義とする。神の道は、朝夕、また事有るごとに神に祈願し、神の教えに沿って生活する。仏の道は、故人や先祖に願い事をするのではなく、親、先祖、目上に感謝する心で暮らし、安心感を与える。人の道は、人との調和を保ち、人と支え合って暮らすことである。
供丸姫は、どのような人の心も救うことのできる希望の光（きぼうのみち）と、繰り返し仕合せな人生に生まれることができる真実の光（しんじつのみち）を表し、救いの道を確立したとされる。
その後供丸姫の実弟供丸光が神示を受け、一つ一つを解析して、人々の豊かな心を育んでいる。神の教えを守ることによって、神から授けられた自分の運命が輝き、悔いのない人生を送ることができるとされる。

### 奉祭神
大山ねずの命神示教会の奉祭神は、女神大山ねずの命である。また、教義では、大山ねずの命の御魂が封じ込められて生まれてきたのが供丸姫とされている。
1987年11月15日は教会にとっての聖なる日、「聖日（せいび）」とされ、この年を紀元とする「教会暦」が制定された。
教義によると、咽喉がんで生死のふちをさまよっていた稲飯定雄（のちの供丸斎）の夢の中に表れて「命が欲しければ、神にすがれ。神の教えを世に伝えよ」と言い、夢から覚めると水がのどを楽に通るようになった稲飯はそれで命が救われたことを知ったという。1948年9月23日、稲飯は「大山ねずの命の名を世に広め、神の力によって大衆を救助せよ」との啓示を受け、その日から「神の教育」が始まった。
救いの道筋を完成させ神の世界へと戻ったとされる供丸姫は大山ねずの命の神魂（しんこん）として、神と人間との橋渡しとなっている。供丸斎は大山ねずの命の側近の神である代神（だいしん）として供丸斎命（ともまるさいのみこと）と呼ばれている。
称号と名前は神から授かるとされる。

## 組織・施設
2002年9月からは、供丸姫の実兄で教会の組織長である神主教会長（しんしゅきょうかいちょう）と、実弟で説教と信者教育を担当する教主正使者・供丸光（きょうしゅせいししゃ ともまるこう）、教会長の長男で2人を補佐する神奉仕・供丸清（しんほうし ともまるしょう）の3人体制で運営されている。
2002年から2019年現在の代表役員は森 眞一である。森は教会長を務めている。
2014年時点の信者数は約80万人。
信者は、教団本部のある神奈川県を中心に、東京、千葉、埼玉などの近県をはじめ、北海道から沖縄まで、全国各地に分布している。
教会施設は、横浜市営地下鉄蒔田駅周辺に、神殿や教育会館、儀式会館、食堂などのビルがあり、全国に偉光会館（ひかりのやかた）と呼ばれる施設が全国に32か所あり、アメリカフロリダ州フォートマイヤーズに海外事務所がある。納骨施設は、神奈川県湯河原町にあるほか、11か所の偉光会館にも併設されている。

## 事件
週刊新潮によると、1975年に女性信者が、教団幹部から乱暴され、被害を相談した教祖からもわいせつ行為を受けたとして、幹部と教祖はともに不法監禁などで検察庁へ送検されるが、のちに不起訴処分となった。
1987年に、当時は脱会していた元信者が藤沢悪魔払いバラバラ殺人事件を起こしている。
2000年に職員食堂で集団食中毒事件が発生した。